# La Barra (Band)
La Barra ist eine argentinische Cuarteto-Band aus Córdoba. 
Angeführt wird die Gruppe von den beiden Sängern Javier Brizuela und Daniel Guardia. Sie trat zum ersten Mal im September 1994 öffentlich auf. Bereits mit ihrem Debütalbum La Barra konnten sie eine Goldene Schallplatte in Argentinien erlangen.
Sie ist sehr vom Merengue beeinflusst und weniger vom klassischen Cuarteto, weshalb ihre Musik oft einem Mischgenre, dem Cuarteto Merenguero, zugerechnet wird. Die Texte handeln meistens von Mädchen und der Liebe. In Córdoba selbst sind äußerst populär, treten etwa fünf Mal pro Woche in verschiedenen Locations auf, und sind daher fast allgegenwärtig.
Außerhalb vom Epizentrum der Cuarteto-Bewegung – Córdoba und dem Nordwesten Argentiniens – spielen sie seltener und sind auch weniger bekannt, dennoch werden viele ihrer Songs landesweit in Diskotheken gespielt, ihre CDs verkaufen sich ebenfalls landesweit gut und sind auch in einigen Nachbarländern (z. B. Bolivien) erhältlich. 
Eine Besonderheit der Gruppe besteht darin, dass sie nicht nur bei der Arbeiterklasse, sondern auch bei der Oberschicht Argentiniens außerordentlich beliebt ist, was nicht unbedingt charakteristisch für die Musikrichtung Cuarteto ist.

## Diskografie (Auswahl)
- La Barra (1994)
- Así Me Gusta A Mi (1995)
- El Rompehuesos (2001)